# Oncidium adelaidae
Oncidium adelaidae är en orkidéart som beskrevs av Willibald Königer. Oncidium adelaidae ingår i släktet Oncidium och familjen orkidéer. Inga underarter finns listade i Catalogue of Life.